# Оклахома (окръг, Оклахома)
Окръг Оклахома (на английски: Oklahoma County) е окръг в щата Оклахома, Съединени американски щати. Площта му е 1860 km², а населението – 718 633 души (2010). Административен център е град Оклахома Сити.